# Campionato Sammarinese 2000-2001

## Fase a gironi

### Girone A
|  |    | Classifica 2000-01 | Pt | G  | V  | N | P  | GF | GS | DR  |
|  | -- | ------------------ | -- | -- | -- | - | -- | -- | -- | --- |
|  | 1. | Cosmos             | 40 | 21 | 12 | 4 | 5  | 38 | 18 | +20 |
|  | 2. | Faetano            | 36 | 21 | 10 | 6 | 5  | 38 | 26 | +12 |
|  | 3. | Tre Penne          | 35 | 21 | 10 | 5 | 6  | 36 | 27 | +9  |
|  | 4. | Domagnano          | 32 | 21 | 8  | 8 | 5  | 36 | 27 | +9  |
|  | 5. | Cailungo           | 26 | 21 | 7  | 5 | 9  | 34 | 27 | +7  |
|  | 6. | Libertas           | 26 | 21 | 7  | 5 | 9  | 46 | 47 | -1  |
|  | 7. | Montevito          | 26 | 21 | 7  | 5 | 9  | 21 | 38 | -17 |
|  | 8. | La Fiorita         | 12 | 21 | 2  | 6 | 13 | 24 | 51 | -27 |

### Girone B
|  |    | Classifica 2000-01 | Pt | G  | V  | N | P  | GF | GS | DR  |
|  | -- | ------------------ | -- | -- | -- | - | -- | -- | -- | --- |
|  | 1. | Virtus             | 42 | 20 | 12 | 6 | 2  | 45 | 23 | +22 |
|  | 2. | Murata             | 35 | 20 | 10 | 5 | 5  | 25 | 22 | +3  |
|  | 3. | Folgore            | 33 | 20 | 9  | 6 | 5  | 34 | 19 | +15 |
|  | 4. | Pennarossa         | 31 | 20 | 9  | 4 | 7  | 39 | 30 | +9  |
|  | 5. | San Giovanni       | 28 | 20 | 7  | 7 | 6  | 27 | 32 | -5  |
|  | 6. | Tre Fiori          | 10 | 20 | 2  | 4 | 14 | 25 | 50 | -25 |
|  | 7. | Juvenes/Dogana     | 10 | 20 | 2  | 4 | 14 | 15 | 46 | -31 |

## Play-off
Ai play-off si qualificano le prime tre squadre di ogni girone.
- Primo Turno

Si affrontano le seconde e le terze classificate dei due gironi
 Folgore- Faetano 2-1
 Murata- Tre Penne 3-0
- Secondo Turno

Si affrontano le vincitrici dei due gironi con le vincenti del primo turno
 Folgore- Virtus 2-1
 Cosmos- Murata 0-1
- Terzo Turno

Si affrontano i perdenti del primo turno contro i perdenti del secondo. Gli sconfitti vengono eliminati
 Tre Penne- Virtus 1-0
 Faetano- Cosmos 0-3
- Quarto Turno

Si affrontano le vincenti del secondo turno. Chi vince approda in finale, chi perde in semifinale
 Murata- Folgore 0-2
Si affrontano le vincenti del terzo turno. Chi vince approda in semifinale, chi perde viene eliminato
 Tre Penne- Cosmos 0-4
- Semifinale

 Cosmos- Murata 1-0
- Finale

 Folgore- Cosmos 1-3